# Ayuntamiento de Móstoles
El Ayuntamiento de Móstoles es el órgano encargado del gobierno y administración del municipio de Móstoles (Comunidad de Madrid, España). 
La corporación municipal es el principal órgano de representación de los ciudadanos de Móstoles. Está formada por el alcalde o alcaldesa y 26 concejales. Tras las elecciones municipales de 2023, la corporación está formada por:
- PP: 12 concejales, entre los que se incluye al alcalde
- Vox: 3 concejales
- PSOE: 7 concejales
- Grupo Mixto: 1 concejal (Podemos-IU-A.V.)
- Más Madrid-Ganar Móstoles: 4 concejales

La Junta de Gobierno Local está conformada por 8 concejales delegados (7 del PP y 1 de Vox), con un concejal suplente del PP, y la concejala-secretaria del PP. Desde 2023, el alcalde de la ciudad es Manuel Bautista Monjón, del Partido Popular.

## Sede
La sede del Ayuntamiento de Móstoles es la casa consistorial, situada en la plaza de España, 1 (Móstoles).

## Alcaldes
| Periodo   | Nombre                                                                | Partido                                  |
| --------- | --------------------------------------------------------------------- | ---------------------------------------- |
| 1979-1983 | Bartolomé González Lorente                                            | Partido Socialista Obrero Español (PSOE) |
| 1983-1987 | Bartolomé González Lorente                                            | Partido Socialista Obrero Español (PSOE) |
| 1987-1991 | Bartolomé González Lorente                                            | Partido Socialista Obrero Español (PSOE) |
| 1991-1995 | José Baigorri Morentín (1991-1993) José Luis Gallego Picó (1993-1995) | Partido Socialista Obrero Español (PSOE) |
| 1995-1999 | José María Arteta Vico                                                | Partido Socialista Obrero Español (PSOE) |
| 1999-2003 | José María Arteta Vico                                                | Partido Socialista Obrero Español (PSOE) |
| 2003-2007 | Esteban Parro del Prado                                               | Partido Popular (PP)                     |
| 2007-2011 | Esteban Parro del Prado                                               | Partido Popular (PP)                     |
| 2011-2015 | Daniel Ortiz Espejo                                                   | Partido Popular (PP)                     |
| 2015-2019 | David Lucas Parrón (2015-2018) Noelia Posse Gómez (2018-2019)         | Partido Socialista Obrero Español (PSOE) |
| 2019-2023 | Noelia Posse Gómez                                                    | Partido Socialista Obrero Español (PSOE) |
| 2023-act. | Manuel Bautista Monjón                                                | Partido Popular (PP)                     |

Entre 1979 y 2003 la ciudad fue gobernada por una coalición de izquierdas entre PSOE e IU/PCE (salvo en el periodo 1983-1987 donde el PSOE gobernó con mayoría absoluta), primero con Bartolomé González Llorente como alcalde (1979-1991) y, posteriormente, con José Baigorri (1991-1993), José Luis Gallego Picó (1993-1995) y José María Arteta Vico (1995-2003). Tras las elecciones municipales de 2003, el Partido Popular vence con mayoría absoluta y Esteban Parro del Prado se convierte en alcalde, cargo que revalidaría sucesivamente en 2007 y 2011, hasta su dimisión en diciembre de 2011. Parro es sucedido por Daniel Ortiz Espejo, del mismo partido. En 2015, tras las elecciones municipales, el PSOE, IU-CM y Ganar Móstoles obtienen mayoría absoluta y la izquierda recupera el gobierno de la ciudad, con David Lucas Parrón al frente. El 23 de enero de 2018, Lucas presentó su dimisión por «motivos personales», dejando en el cargo en funciones a su primera teniente de alcalde Jessica Antolín Manzano. Fue sucedido por Noelia Posse Gómez, que ostentó el cargo hasta 2023, año en el que se convocaron elecciones municipales en toda España, y en las que se alzaría con la victoria el candidato popular Manuel Bautista Monjón, que acabó siendo nombrado por mayoría absoluta (15 votos a favor, requiriendo de 14, y 12 votos en contra) como excelentísimo alcalde de la Villa de Móstoles.

## Composición de los órganos de gobierno actuales
La estructura de gobierno de Móstoles en la actual legislatura (2023-2027) está conformada por las siguientes delegaciones y titulares:
- Alcalde: Manuel Bautista Monjón (PP)
- Primer teniente de alcalde y concejal de Seguridad, Emergencia, Movilidad y Medio Ambiente: Gabriel Monteserín Prieto (PP)
- Segundo teniente de alcalde y concejal de Hacienda y Presidencia: Alberto Rodríguez de Rivera y Morón (PP)
- Concejala de Digitalización y Nuevas Tecnologías: Ana Mate Lorden (PP)
- Concejala de Educación y Festejos: Cristina Molina de Miguel (PP)
- Concejal de Participación Ciudadana: Raúl Gallego Parrondo (PP)
- Concejala de Familia, Mayores, Sanidad, Igualdad y Bienestar Social: Raquel Manjavacas Quiñones (PP)
- Concejal de Deportes: Ángel Álvarez de la Puente (PP)
- Concejala de Juventud y Cooperación: Marta Bastarreche Hernández (PP)
- Concejal de Cultura, Desarrollo y Promoción Turística: Daniel Martín Hernández (Vox)
- Concejal de Urbanismo, Vivienda, Patrimonio y Mantenimiento de la Ciudad: Sergio María Soler Hernández (PP)
- Concejala de Recursos Humanos y Contratación: Raquel Guerrero Vélez (PP)

- Concejala de Economía, Industria y Empleo: Ángeles García González (PP)

La estructura de las Presidencias de las Juntas de Distrito que componen Móstoles son las siguientes:
- Concejala-presidenta de la Junta de Distrito Nº1 Centro: Raquel Manjavacas Quiñones (PP)
- Concejala-presidenta de la Junta de Distrito Nº2 Norte-Universidad: Maite López Divasson (Vox)
- Concejala-presidenta de la Junta de Distrito Nº3 Sur-Este: Ángeles García González (PP)
- Concejal-presidente de la Junta de Distrito Nº4 Oeste: Ángel Álvarez de la Puente (PP)
- Concejala-presidenta de la Junta de Distrito Nº5 Parque Coimbra-Guadarrama: Cristina Molina de Miguel (PP)

La estructura de la Junta de Gobierno Local queda compuesta de la siguiente manera para la legislatura 2023-2027:
- Presidente: Manuel Bautista Monjón (PP)
- Concejala-secretaria: Raquel Guerrero Vélez (PP)
- Suplente: Cristina Molina de Miguel (PP)Suplente: Cristina Molina de Miguel (PP)
- Concejales conformantes:
  1. Gabriel Monteserín Prieto (PP)
  2. Alberto Rodríguez de Rivera y Morón (PP)
  3. Raquel Guerrero Vélez (PP)
  4. Cristina Molina de Miguel (PP)
  5. Ángel Álvarez de la Puente (PP)
  6. Sergio María Soler Hernández (PP)
  7. Ángeles García González (PP)
  8. Maite López Divasson (Vox)

## Resultados electorales
| Partido político                         | 2023        | 2023        | 2023        | 2019   | 2019  | 2019       | 2015   | 2015  | 2015       | 2011   | 2011  | 2011       | 2007   | 2007  | 2007       |
| Partido político                         | Votos       | %           | Concejales  | Votos  | %     | Concejales | Votos  | %     | Concejales | Votos  | %     | Concejales | Votos  | %     | Concejales |
| Partido Popular (PP)                     | 38 201      | 37,37       | 12          | 20 118 | 20,80 | 6          | 35 904 | 36,32 | 12         | 53 419 | 55,92 | 17         | 53 350 | 54,09 | 16         |
| Partido Socialista Obrero Español (PSOE) | 22 844      | 22,34       | 7           | 32 544 | 33,65 | 10         | 22 867 | 23,13 | 7          | 23 568 | 24,67 | 7          | 35 040 | 35,52 | 10         |
| Más Madrid-Ganar Móstoles (MMGM)         | 15 907      | 15,56       | 4           | 8133   | 8,41  | 2          | 19 690 | 19,92 | 6          | —      | —     | —          | —      | —     | —          |
| Vox                                      | 10 696      | 10,46       | 3           | 7369   | 7,62  | 2          | —      | —     | —          | —      | —     | —          | —      | —     | —          |
| Podemos                                  | 5409        | 5,29        | 1           | 7103   | 7,34  | 2          | —      | —     | —          | —      | —     | —          | —      | —     | —          |
| Ciudadanos (CS)                          | 1494        | 1,46        | 0           | 16 435 | 16,99 | 5          | 860    | 0,87  | 0          | —      | —     | —          | —      | —     | —          |
| Izquierda Unida (IU)                     | Con Podemos | Con Podemos | Con Podemos | 1475   | 1,52  | 0          | 5945   | 6,01  | 2          | 9260   | 9,69  | 3          | 6061   | 6,14  | 1          |

## Evolución de la deuda viva
El concepto de deuda viva contempla solo las deudas del Ayuntamiento de Móstoles con cajas y bancos relativas a créditos financieros, valores de renta fija y préstamos o créditos transferidos a terceros, excluyéndose, por tanto, la deuda comercial.
| Gráfica de evolución de la deuda viva del Ayuntamiento entre 2008 y 2022                                          |
| |
| Deuda viva del Ayuntamiento de Móstoles, en miles de euros, según datos del Ministerio de Hacienda y Ad. Públicas |

La deuda viva municipal por habitante en 2014 ascendía a 588,37 €, siendo en 2017 de 528,67 €.